# Якуб Претвич
Якуб Претвич гербу Вчелє (нім. Jakob von Prittwitz, пол. Jakób (Jakub) Pretwicz, бл. перед 18 серпня 1546, Поділля — квітень 1613) — польський шляхтич німецького походження, військовик, урядник.

## Життєпис
Син Бернарда Претвича та Барбари з Завадських (за версією Анджея Томчака, ПСБ, 1985 рік, від першої дружини). Згадується як Якуб Претвича з Гаврон.
Згоду короля на передачу батьком Теребовельського староства отримав 12 липня 1561 року, прийняв його в січні 1562. Після смерті батька став контактувати з князем Альбрехтом Пруським, йому 12 січня 1564 року переслав полоненого татарина разом із шануванням. Замолоду мав опіку коронного гетьмана Миколая Сенявського, який у червні 1564 вислав його до Королевця-Прусського.
1569 року мав процес із міщанами Львова, 1571-го одному з них — Іванові Мелешкевичу — відпустив в оренду млини, теребовельське «мито». 1579 року за дорученням короля допомагав Анні із Сенявських — вдові Спитка Вавжинця Йордана — посісти маєтності, забрані Самуелем Зборовським. Виплачував кошти низовим козакам згідно з домовленістю від 18 жовтня 1590 до 18 жовтня 1591 року. Брав участь у придушенні повстання Криштофа Косинського (битва під П'яткою), 10 лютого 1593 року поставив підпис на капітуляційному акті. 23 лютого 1593 року отримав від короля державлення в Уланові.
1592 року був на весіллі короля Сигізмунда III Вази у Кракові, 28 травня разом із приятелем — снятинським старостою Миколаєм Язловецьким — ніс балдахін над «сакраментом» з ще 2-ма старостами-вояками під час процесії Божого тіла на площі Ринок в Кракові.
Записаний свідком грамоти-присяги Криштофа Косинського, складеної 10 лютого 1593 поблизу П'ятки, останньому князю Костянтину Василю Острозькому (з печаткою, свідками також були записані князь Олександр Вишневецький, Ян Ґольський, Вацлав Боговитинович, Василь Гулевич).
Наприкінці XVI ст. за його сприяння ремонтували Теребовлянський замок, захоплений повстанцями Северина Наливайка в липні 1595 р.. 10 липня 1596 р. особливим листом пану Нечковському і панам молодцям запорозьким просив передати Каспару Підвисоцькому, щоб він нічого не боявся (за участь у походах Г. Лободи й С. Наливайка), позаяк Якуб Претвич пише лист до гетьманів коронного і польного, бере Каспара під свою охорону та опіку. Комісар із козацьких справ. Переміг татар під Збаражем, Торубем, Раставицею.
28 липня 1595 король вирядив Якуба Претвича поряд із підляським воєводою Янушем Заславським до Василя Костянтина Острозького для обговорення готованої церковної унії. Учасник Берестейського собору (жовтень 1596).  
В 1595, 1598 роках разом зі Станіславом Жолкевським та іншими комісарами брав участь у судовій справі щодо розмежування володінь між дружиною Єжи Мнішека Ядвігою з Тарлів зі Щекаровиць та містом Львовом.
Надав кошти на спорудження костелу та монастиря домініканців у Шарівці, для діяльності колегіуму в Кам'янці-Подільському. 18 квітня 1606 року король Сигізмунд III Ваза надав кам'янецькому каштелянові Я. Претвичу привілей на закладення Уланова (місто перед тим, ймовірно, було повністю знищене, оскільки король надав йому ще раз магдебурзьке право).
Помер у квітні 1613. Був похований у фундованому ним костелі Шарівки. У середині 1850 року в костелі зберігалася пам'ятна таблиця з присвяченою йому епітафією.

## Сім'я
Перша дружина — Барбара Цьолківна із Желехова. Друга дружина — Ельжбета Язловецька, донька гетьмана Єжи Язловецького. Відомі діти:
- Ян — в 1583 році висланий до Риму, в 1591 році батько хотів йому відступити Теребовлянське староство; не пережив батька;
- Анна Зофія — вийшла заміж за Пйотра Дульського (райгородського старосту, дідича Шаравки);
- Гестер (Естер) — дружина Рафала Уханського, взяла державлення в Уланові[12];
- ім'я невідоме — монахиня.
Згаданий в о. Каспера Несецького син Александер — син архітектора Йова Претфуса.

## Посади
Староста теребовлянський, каштелян кам'янецький (авансований перед 9 червня 1593, на сеймі у Варшаві), воєвода подільський.